# Atoka (Nuevo México)
Atoka es un lugar designado por el censo ubicado en el condado de Eddy en el estado estadounidense de Nuevo México. En el Censo de 2010 tenía una población de 1077 habitantes y una densidad poblacional de 61,23 personas por km².

## Geografía
Atoka se encuentra ubicado en las coordenadas 32°46′41″N 104°23′37″O / 32.77806, -104.39361. Según la Oficina del Censo de los Estados Unidos, Atoka tiene una superficie total de 17,59 km², de la cual 17,51 km² corresponden a tierra firme y (0,47%) 0,08 km² es agua.

## Demografía
Según el censo de 2010, había 1077 personas residiendo en Atoka. La densidad de población era de 61,23 hab./km². De los 1077 habitantes, Atoka estaba compuesto por el 75,58% blancos, el 0,93% eran afroamericanos, el 0,74% eran amerindios, el 0,19% eran asiáticos, el 0% eran isleños del Pacífico, el 21,17% eran de otras razas y el 1,39% pertenecían a dos o más razas. Del total de la población el 51,9% eran hispanos o latinos de cualquier raza.